# Киприан Бербатов
Киприан Стоянов Бербатов е български шахматист.

## Биография
Роден е на 6 август 1996 г. в Благоевград. Братовчед е на футболиста Димитър Бербатов.
Става трети в европейския шампионат за деца до 10 г., а през 2008 г. Бербатов стана европейски шампион за деца до 12 г.